# Oja (mitologia)
Oja – w mitologii Jorubów z Nigerii i Beninu to bogini, władczyni rzeki Niger, wierna małżonka boga Szango.
Towarzyszyła mu dzielnie, kiedy opuszczony przez poddanych skierował się do rodzinnego miasta. Na wieść o samobójstwie małżonka targnęła się na własne życie.